# Hamburger SV in het seizoen 2022/23
Het seizoen 2022/23 was het vijfde achtereenvolgende seizoen van de Duitse voetbalclub Hamburger SV in de 2e Bundesliga. Waar het de 55 jaar daarvoor onafgebroken actief was in de Bundesliga. Met een punt achterstand op zowel 1. FC Heidenheim 1846 en SV Darmstadt 98 eindigde de Noord-Duitse club op de derde plaats waardoor men play-off wedstrijden voor promotie naar de Bundesliga moest spelen tegen VfB Stuttgart. Beide wedstrijden werden verloren waardoor promotie werd mis gelopen. In de DFB-Pokal werd de club na een 4-0 nederlaag in de tweede ronde uitgeschakeld door RB Leipzig.

## Selectie

### Spelers
| Nr.           | Naam                   | Nationaliteit       | Contract | Vorige club          |
| ------------- | ---------------------- | ------------------- | -------- | -------------------- |
| Doelmannen    |                        |                     |          |                      |
| 1             | Daniel Heuer Fernandes | Portugal            | 2024     | Darmstadt 98         |
| 12            | Tom Mickel             | Duitsland           | 2023     | Greuther Fürth       |
| 19            | Matheo Raab            | Duitsland           | 2026     | Kaiserslautern       |
| Verdedigers   |                        |                     |          |                      |
| 2             | William Mikelbrencis   | Frankrijk           | 2026     | FC Metz              |
| 3             | Moritz Heyer           | Duitsland           | 2026     | VfL Osnabrück        |
| 4             | Sebastian Schonlau     | Duitsland           | 2024     | SC Paderborn         |
| 16            | Javi Montero           | Spanje              | 2023     | Beşiktaş             |
| 28            | Miro Muheim            | Zwitserland         | 2025     | FC St. Gallen        |
| 33            | Noah Katterbach        | Duitsland           | 2023     | 1. FC Köln           |
| 34            | Jonas David            | Duitsland           | 2024     | Hamburger SV II      |
| 44            | Mario Vušković         | Kroatië             | 2025     | Hajduk Split         |
| --            | Stephan Ambrosius      | Ghana               | 2024     | Hamburger SV II      |
| --            | Tim Leibold            | Duitsland           | 2023     | 1. FC Nürnberg       |
| --            | Maximilian Rohr        | Duitsland           | 2024     | Carl Zeiss Jena      |
| Middenvelders |                        |                     |          |                      |
| 8             | László Bénes           | Slowakije           | 2026     | Bor. Mönchengladbach |
| 10            | Sonny Kittel           | Duitsland           | 2023     | FC Ingolstadt 04     |
| 14            | Ludovit Reis           | Nederland           | 2026     | FC Barcelona B       |
| 23            | Jonas Meffert          | Duitsland           | 2023     | Holstein Kiel        |
| 36            | Anssi Suhonen          | Finland             | 2026     | Hamburger SV II      |
| 42            | Ogechika Heil          | Duitsland           | 2024     | Hamburger SV II      |
| Aanvallers    |                        |                     |          |                      |
| 7             | Filip Bilbija          | Duitsland           | 2026     | FC Ingolstadt 04     |
| 9             | Robert Glatzel         | Duitsland           | 2024     | Cardiff              |
| 11            | Ransford Königsdörffer | Ghana               | 2026     | Dynamo Dresden       |
| 17            | Xavier Amaechi         | Verenigd Koninkrijk | 2023     | Arsenal              |
| 18            | Bakery Jatta           | Gambia              | 2024     | Zonder club          |
| 20            | András Németh          | Hongarije           | 2026     | KRC Genk             |
| 27            | Jean-Luc Dompé         | Frankrijk           | 2025     | Zulte Waregem        |
| --            | Robin Meißner          | Duitsland           | 2024     | Hamburger SV II      |
| --            | Aaron Opoku            | Duitsland           | 2024     | Hamburger SV –19     |

| # | Reden                                           |
| - | ----------------------------------------------- |
|   | Speelde op huurbasis bij de club                |
|   | Onderdeel van selectie geweest, daarna verhuurd |
|   | Onderdeel van selectie geweest, daarna verkocht |

### Staf
| Naam            | Nationaliteit | Functie           | Contract | Vorige club       |
| --------------- | ------------- | ----------------- | -------- | ----------------- |
| Technische Staf |               |                   |          |                   |
| Tim Walter      | Duitsland     | Hoofdtrainer      | 2024     | VfB Stuttgart     |
| Merlin Polzin   | Duitsland     | Assistent-trainer | 2024     | VFL Osnabrück     |
| Filip Tapalovic | Kroatië       | Assistent-trainer | 2024     | Melbourne Victory |
| Julian Hübner   | Duitsland     | Assistent-trainer | 2024     | SV Rülzheim       |
| Sven Höh        | Duitsland     | Keeperstrainer    | 2024     | Kaiserslautern    |

## Transfers
In het gehele seizoen deed Hamburger SV 19 transfers waarvan er 15 in de zomerse transferwindow plaatsvonden. Hierbij werden er zes spelers aan de selectie toegevoegd. Negen spelers verlieten de club waarvan vier spelers voor het gehele seizoen werden verhuurd en aan het einde weer terug zouden keren. In de winterse transferwindow vertrok er een speler en werden er drie aan de selectie toegevoegd waarvan twee spelers werden gehuurd. 

### Zomer
Hamburger SV versterkte zich vooral in aanvallend opzicht deze zomer. Zowel Ransford Königsdörffer als Jean-Luc Dompé en Filip Bilbija waren aankopen die in de voorhoede konden worden gebruikt. Daarnaast werd László Bénes als aanvallende middenvelder van Borussia Mönchengladbach overgenomen. Matheo Raab werd als tweede doelman achter Daniel Heuer Fernandes gehaald. Voor de achterhoede kreeg men een zware aderlating te verwerken. Na stevige onderhandelingen vertrok de Duitse jeugdinternational Josha Vagnoman richting VfB Stuttgart. Kort na de start van de competitie vertrok een ander jeugdig talent doordat Aaron Opoku de overstap maakte naar 1. FC Kaiserslautern. Voor de rest bleef de schade beperkt en vertrokken er spelers die weinig aan het spelen toe waren gekomen. Vier daarvan werden verhuurd en de anderen vertrokken transfervrij.  

#### Aangetrokken
| Nat.               | Naam                   | Van                      | Bijzonderheden |
| ------------------ | ---------------------- | ------------------------ | -------------- |
| Vlag van Hongarije | László Bénes           | Borussia Mönchengladbach | € 1,5 miljoen  |
| Vlag van Ghana     | Ransford Königsdörffer | Dynamo Dresden           | € 1,2 miljoen  |
| Vlag van Frankrijk | Jean-Luc Dompé         | Zulte Waregem            | € 1,1 miljoen  |
| Vlag van Frankrijk | William Mikelbrencis   | FC Metz                  | € 700.000,--   |
| Vlag van Duitsland | Filip Bilbija          | FC Ingolstadt            | Transfervrij   |
| Vlag van Duitsland | Matheo Raab            | 1. FC Kaiserslautern     | Transfervrij   |

#### Vertrokken
| Nat.               | Naam               | Naar                 | Bijzonderheden |
| ------------------ | ------------------ | -------------------- | -------------- |
| Vlag van Ghana     | Stephan Ambrosius  | Karlsruher SC        | Verhuurd       |
| Vlag van Duitsland | Robin Meißner      | FC Viktoria Köln     | Verhuurd       |
| Vlag van Duitsland | Maximilian Rohr    | SC Paderborn         | Verhuurd       |
| Vlag van Zweden    | Marko Johansson    | VfL Bochum           | Verhuurd       |
| Vlag van Duitsland | Aaron Opoku        | 1. FC Kaiserslautern | € 200.000,--   |
| Vlag van Duitsland | Josha Vagnoman     | VfB Stuttgart        | € 3,5 miljoen  |
| Vlag van Duitsland | Manuel Wintzheimer | 1. FC Nürnberg       | Transfervrij   |
| Vlag van Ghana     | Jan Gyamerah       | 1. FC Nürnberg       | Transfervrij   |
| Vlag van Duitsland | David Kinsombi     | SV Sandhausen        | Transfervrij   |

### Winter
In de eerste competitiehelft bleek Hamburger SV met name in de verdediging kwetsbaar. In de winterstop ging ook nog verdediger Tim Leibold zijn Amerikaanse droom achterna. Hierdoor werd de spoeling erg dun en daarom werd linkerverdediger Javi Montero en centrale verdediger Noah Katterbach ter versterking van de achterhoede gehuurd. Daarnaast werd het jeugdige Hongaarse talent András Németh voor meerdere jaren vastgelegd.

#### Aangetrokken
| Nat.               | Naam            | Van        | Bijzonderheden |
| ------------------ | --------------- | ---------- | -------------- |
| Vlag van Hongarije | András Németh   | KRC Genk   | € 750.000,--   |
| Vlag van Spanje    | Javi Montero    | Beşiktaş   | Huur           |
| Vlag van Duitsland | Noah Katterbach | 1. FC Köln | Huur           |

#### Vertrokken
| Nat.               | Naam        | Naar        | Bijzonderheden |
| ------------------ | ----------- | ----------- | -------------- |
| Vlag van Duitsland | Tim Leibold | Kansas City |                |

## Samenvatting seizoen

### Voorbereiding
Op 20 juni startte de voorbereiding op het seizoen 2022/23. Een week na de eerste training ging hoofdcoach Tim Walter met 27 spelers op trainingskamp naar Stiermarken in Oostenrijk. De jeugdspelers Valon Zumberi, Bent Andresen, Omar Megeed en Hannes Hermann waren door Walter aan de selectie toegevoegd. Wegens blessures ontbraken Bakery Jatta, Anssi Suhonen en Elijah Krahn. In Fürstenfeld stond op 29 juni met Hajduk Split de eerste oefenwedstrijd van het seizoen op het programma. Mede door het eerste officieuze doelpunt in Hamburger dienst van Ransford Königsdörffer werd met 2-2 gelijkgespeeld. Bij de tweede en laatste wedstrijd van deze oefenstage was Aris Saloniki de tegenstander. In een doelpuntrijk duel werd na een 2-3 achterstand in de rust met 4-3 van de Grieken gewonnen. De laatste oefenwedstrijd voor de start van de competitie werd met 1-5 gewonnen van FC Basel.   

### Eerste seizoenshelft
Hamburger SV moest de openingswedstrijd van de competitie op bezoek bij Eintracht Braunschweig waar door twee doelpunten van Robert Glatzel met 0-2 werd gewonnen. Een week later volgde de eerste competitienederlaag in de thuiswedstrijd tegen Hansa Rostock. In het Volksparkstadion werd door een doelpunt van Kevin Schumacher in blessuretijd met 0-1 verloren. Daarna volgden zeven wedstrijden waarin alleen thuis van SV Darmstadt 98 (1-2) werd verloren. Daarnaast werd onder andere thuis gewonnen van directe titelconcurrenten zoals 1. FC Heidenheim (1-0) en Fortuna Düsseldorf (2-0). Deze reeks had tot gevolg dat Hamburger SV in de 10e competitieronde op de eerste plaats terecht kwam. Daarna kwam er zand in de raderen. Er werd thuis gelijkgespeeld tegen 1. FC Kaiserslautern (1-1) en verloren van 1. FC Magdeburg (2-3). In het Millerntor-Stadion van aartsrivaal FC St. Pauli werd met 3-0 verloren. Tot aan de winterstop verloor de club alleen nog de uitwedstrijd tegen Greuther Fürth (1-0). Hamburger SV ging met vier punten achterstand op SV Darmstadt 98 op de tweede plaats de winterstop in. 

### Tweede seizoenshelft
Vanwege het wereldkampioenschap voetbal in Qatar eindigde de competitie reeds in november waardoor Hamburger SV in die maand een aantal oefenwedstrijden speelde in de Verenigde Staten. Ter voorbereiding op de tweede seizoenshelft was er een trainingskamp belegd in Spanje waarbij er met 6-2 werd verloren van SC Freiburg, gevolgd door een 2-0 overwinning op het Canadese Vancouver Whitecaps.  
De ploeg van Tim Walter kende een goede reeks na de winterstop waarbij men pas op 12 maart tegen de eerste nederlaag aanliep. Mede door twee doelpunten van Fabian Schleusener was Karlsruher SC in eigen huis met 4-2 te sterk. Door deze sterke serie bleef men in het spoor van Darmstadt en Heidenheim. In de laatste 10 wedstrijden werd er in de uitduels tegen 1. FC Kaiserslautern (1-0) en 1. FC Magdeburg (3-2) verloren en werd er gelijk gespeeld tegen Holstein Kiel (0-0), Fortuna Düsseldorf (2-2) en SC Paderborn 07 (2-2). De overige vijf wedstrijden werden gewonnen. Met een punt achterstand op zowel 1. FC Heidenheim 1846 als SV Darmstadt 98 eindigde de Noord-Duitse club op de derde plaats waardoor men play-off wedstrijden voor promotie naar de Bundesliga moest spelen tegen VfB Stuttgart. Beide wedstrijden werden verloren waardoor wederom promotie werd mis gelopen.  

### DFB-Pokal
Hamburger SV was in de eerste ronde gekoppeld aan het in de 3. Liga spelende SpVgg Bayreuth. De ploeg van Tim Walter kende een lastige middag in het Hans-Walter-Wild-Stadion. Na 16 minuten keek men tegen een 1-0 achterstand aan. Het gelukte pas in de 83 minuut door een doelpunt van de voet van Ransford Königsdörffer om de stand gelijk te trekken. In de verlenging liep de ploeg door doelpunten van Sebastian Schonlau (97e min) en nogmaals Königsdörffer (113e min) naar een 1-3 eindstand.
In de tweede ronde moest men in oktober op bezoek bij bekerhouder RB Leipzig. Doelpuntenmaker Robert Glatzel ontbrak wegens een blessure. Ondanks dat beide ploegen aan elkaar gewaagd waren ging Hamburger SV door twee doelpunten van de Deense aanvaller Yussuf Poulsen met een 2-0 achterstand de rust in. In de tweede helft kwamen die Rothosen er niet meer aan te pas en stond kwam na 90 minuten de 4-0 eindstand op het scorebord. Hiermee kwam het bekertoernooi vroegtijdig tot een einde.
* De verslagen van de hierboven genoemde wedstrijden zijn in de wedstrijdoverzichten terug te vinden.

## Bijzonderheden
- Op 21 juli overleed op 85-jarige leeftijd clubicoon Uwe Seeler. Hij was tussen 1948 - 1972 actief voor Hamburger SV waarin hij 582 wedstrijden speelde. Hierin maakte hij 496 doelpunten waarmee hij overall clubtopscorer werd;[21]
- Jeugdspeler Omar Megeed maakte op 13 augustus 2020 met 16 jaar en 359 dagen tijdens de uitwedstrijd tegen Arminia Bielefeld zijn officiële debuut. Hij werd hiermee de jongste debutant in de geschiedenis van de club.[22]
- Centrale verdediger Mario Vušković werd in november betrapt op het gebruik van het verboden middel erytropoëtine.[23] In maart werd bekend dat hij met terugwerkende kracht voor twee jaar geschorst werd.[24]
- In de winterstop werden de contracten het grootste deel van de technische staf opengebroken en verlengd. Tim Walter en zijn assistenten Julian Hübner, Filip Tapalovic en Sven Höh bleven daardoor tot 2024 aan de club verbonden.[25] Daarnaast werden de contracten van technisch directeur Jonas Boldt en financieel directeur Eric Huwer verlengd tot 2025.[26]
- In februari 2023 raakten William Mikelbrencis en Jean-Luc Dompé in opspraak toen zij betrokken raakten bij een verkeersongeval tijdens een illegale straatrace. Hamburger SV bestrafte beide spelers met een hoge geldboete.[27]

## Clubstatistieken

### Eindstand Hamburger SV in de 2. Bundesliga
| Stand | Gespeeld | Gewonnen | Gelijk | Verloren | Punten | Doelpunten voor | Doelpunten tegen | Gele kaarten | 2× Geel > Rood | Rode kaarten |
| ----- | -------- | -------- | ------ | -------- | ------ | --------------- | ---------------- | ------------ | -------------- | ------------ |
| 3e    | 34       | 20       | 6      | 8        | 66     | 70              | 45               | 71           | 3              | 3            |

### Stand, punten en doelpunten per speelronde
| Trainer   | Tim Walter | Tim Walter | Tim Walter | Tim Walter | Tim Walter | Tim Walter | Tim Walter | Tim Walter | Tim Walter | Tim Walter | Tim Walter | Tim Walter | Tim Walter | Tim Walter | Tim Walter | Tim Walter | Tim Walter | Tim Walter | Tim Walter | Tim Walter | Tim Walter | Tim Walter | Tim Walter | Tim Walter | Tim Walter | Tim Walter | Tim Walter | Tim Walter | Tim Walter | Tim Walter | Tim Walter | Tim Walter | Tim Walter | Tim Walter | Tim Walter | Tim Walter | Tim Walter | Tim Walter |
| Punten    | 3          | 0          | 3          | 3          | 0          | 3          | 3          | 3          | 3          | 3          | 1          | 0          | 0          | 3          | 3          | 0          | 3          | 3          | 3          | 1          | 3          | 1          | 3          | 0          | 1          | 1          | 3          | 0          | 3          | 0          | 1          | 3          | 3          | 3          |            |            |            |            |
| Totaal    | 3          | 3          | 6          | 9          | 9          | 12         | 15         | 18         | 21         | 24         | 25         | 25         | 25         | 28         | 31         | 31         | 34         | 37         | 40         | 41         | 44         | 45         | 48         | 49         | 50         | 50         | 53         | 53         | 58         | 58         | 59         | 60         | 63         | 66         |            |            |            |            |
| Stand     | 2e         | 8e         | 5e         | 4e         | 5e         | 3e         | 2e         | 2e         | 1e         | 1e         | 1e         | 3e         | 3e         | 2e         | 2e         | 2e         | 2e         | 2e         | 2e         | 2e         | 2e         | 2e         | 2e         | 2e         | 3e         | 3e         | 2e         | 3e         | 3e         | 3e         | 3e         | 3e         | 3e         | 3e         |            |            |            |            |
| Goals     | 2          | 0          | 1          | 2          | 1          | 2          | 1          | 3          | 2          | 2          | 1          | 0          | 2          | 3          | 3          | 0          | 4          | 4          | 2          | 3          | 2          | 1          | 3          | 2          | 0          | 2          | 6          | 0          | 4          | 2          | 2          | 5          | 2          | 1          |            |            |            |            |
| Totaal    | 2          | 2          | 3          | 5          | 6          | 8          | 9          | 12         | 14         | 16         | 17         | 17         | 19         | 22         | 25         | 25         | 29         | 33         | 35         | 38         | 40         | 41         | 44         | 46         | 46         | 48         | 54         | 54         | 58         | 60         | 62         | 67         | 69         | 70         |            |            |            |            |
| Doelsaldo | +2         | +1         | +2         | +4         | +3         | +5         | +6         | +7         | +9         | +10        | +10        | +8         | +7         | +8         | +10        | +9         | +11        | +13        | +15        | +15        | +16        | +16        | +19        | +17        | +17        | +17        | +22        | +20        | +21        | +20        | +20        | +24        | +25        | +26        |            |            |            |            |

### Kaarten per speelronde
Met 89 gele kaarten was SV Sandhausen de ploeg met de meeste gele kaarten in de 2. Bundesliga. Jahn Regensburg ontving over het gehele seizoen 88 kaarten en eindigde daarmee als tweede op de ranglijst. Met 82 kaarten nam Eintracht Braunschweig de derde plaats in. Hamburger SV ontving dit seizoen 71 gele kaarten en eindigde daarmee op de gedeelde 11e plaats. Met betrekking tot de rode kaarten was de Hamburger club samen met SV Darmstadt 98 koploper. Beide clubs kregen gedurende het seizoen vijf rode kaarten. In deze aantallen zijn de kaarten uitgereikt aan de technische staf niet meegenomen. 
In onderstaand overzicht staan alleen de gele en rode kaarten uit de competitie en niet uit de DFB-Pokal. 
| Speelronde  | 1 | 2 | 3 | 4 | 5 | 6 | 7  | 8  | 9  | 10 | 11 | 12 | 13 | 14 | 15 | 16 | 17 | 18 | 19 | 20 | 21 | 22 | 23 | 24 | 25 | 26 | 27 | 28 | 29 | 30 | 31 | 32 | 33 | 34 |
| ----------- | - | - | - | - | - | - | -- | -- | -- | -- | -- | -- | -- | -- | -- | -- | -- | -- | -- | -- | -- | -- | -- | -- | -- | -- | -- | -- | -- | -- | -- | -- | -- | -- |
| Gele kaart  | 2 | 1 | 1 | 1 | 2 | 2 | 1  | 2  | 2  | 4  | 0  | 1  | 1  | 0  | 1  | 6  | 1  | 1  | 4  | 2  | 2  | 5  | 2  | 0  | 3  | 2  | 3  | 1  | 4  | 3  | 4  | 1  | 3  | 3  |
| Totaal geel | 2 | 3 | 4 | 5 | 7 | 9 | 10 | 12 | 14 | 18 | 18 | 19 | 20 | 20 | 21 | 27 | 28 | 29 | 33 | 35 | 37 | 42 | 44 | 44 | 47 | 49 | 52 | 53 | 57 | 60 | 64 | 65 | 68 | 71 |
| Rode kaart  | 0 | 0 | 0 | 0 | 2 | 0 | 0  | 0  | 0  | 0  | 0  | 1  | 0  | 0  | 0  | 0  | 0  | 0  | 0  | 0  | 0  | 0  | 0  | 1* | 0  | 1* | 0  | 0  | 0  | 0  | 0  | 0  | 1* | 0  |
| Totaal rood | 0 | 0 | 0 | 0 | 2 | 2 | 2  | 2  | 2  | 2  | 2  | 3  | 3  | 3  | 3  | 3  | 3  | 3  | 3  | 3  | 3  | 3  | 3  | 4  | 4  | 5  | 5  | 5  | 5  | 5  | 5  | 5  | 6  | 6  |

* Betreft 2x geel en wordt in dit schema gezien als een rode kaart.

### Toeschouwersaantallen
Met een totaal van 908.982 toeschouwers in het Volksparkstadion had Hamburger SV de meeste bezoekers in de 2. Bundesliga dit seizoen. Men had hiermee een bezettingsgraad van 93,8 %. Er werd vijf keer in een uitverkocht stadion gespeeld. De wedstrijd tegen 1. FC Heidenheim was met 43.094 de minst bezochte wedstrijd. Op ruime afstand met 688.316 bezoekers stond 1. FC Kaiserslautern op de tweede plaats Gevolgd door Hannover 96 op de derde plaats met 526.200.
In onderstaand overzicht staan de toeschouwersaantallen in de competitie in zowel de thuis- als uitwedstrijden.
| Tegenstander       | Eintracht Braunschweig | Arminia Bielefeld | Darmstadt | Fortuna Düsseldorf | Greuther Fürth | Hannover 96 | 1. FC Heidenheim | 1. FC Kaiserslautern | Karlsruher SC | Holstein Kiel | 1. FC Magdeburg | 1. FC Nürnberg | SC Paderborn | FC St. Pauli | Jahn Regensburg | Hansa Rostock | SV Sandhausen | Totaal  |
| ------------------ | ---------------------- | ----------------- | --------- | ------------------ | -------------- | ----------- | ---------------- | -------------------- | ------------- | ------------- | --------------- | -------------- | ------------ | ------------ | --------------- | ------------- | ------------- | ------- |
| Hamburger SV thuis | 55.500                 | 56.905            | 43.943    | 49.616             | 56.537         | 57.000      | 43.094           | 57.000               | 45.623        | 57.000        | 55.304          | 57.000         | 57.000       | 56.400       | 51.314          | 54.500        | 55.246        | 908.982 |
| Hamburger SV uit   | 21.900                 | 26.875            | 16.800    | 52.200             | 13.266         | 49.000      | 15.000           | 49.327               | 23.532        | 15.034        | 27.050          | 35.713         | 15.000       | 29.205       | 15.210          | 26.500        | 12.320        | 443.932 |

### Strafschoppen
Fortuna Düsseldorf kreeg van de scheidsrechters negen strafschoppen dit jaar. Holstein Kiel en SC Paderborn 07 kregen er elk acht. Hamburger SV kwam met zes strafschoppen op de vierde plaats. Hiervan werden drie benut waarvan er twee benut werden door László Bénes tijdens de wedstrijden tegen Hannover 96 en Greuther Fürth. Sonny Kittel nam de andere voor zijn rekening omdat Bénes voor de wedstrijd tegen Jahn Regensburg geschorst was. 
Sonny Kittel, Robert Glatzel en László Bénes mistte dit seizoen vanaf elfmeter tegen respectievelijk 1. FC Kaiserslautern, Jahn Regensburg en Fortuna Düsseldorf. Hamburger SV kreeg in het gehele seizoen maar een strafschop tegen welke door Florent Muslija van SC Paderborn 07 werd benut.
In onderstaande overzicht worden alle benutte en gemiste strafschoppen weergegeven die dit seizoen in de competitie voor en tegen Hamburger SV zijn gegeven.
| Penalty's    | Penalty's gescoord | Penalty's gemist | Penalty's totaal | Gescoord door:     | Gemist door: (Gepakt door:)                                      |
| ------------ | ------------------ | ---------------- | ---------------- | ------------------ | ---------------------------------------------------------------- |
| Hamburger SV | 3                  | 3                | 6                | 2: Bénes 1: Kittel | 1: Kittel (Luthe) 1: Glatzel (Kirschbaum) 1: Bénes (Kastenmeier) |
| Tegenstander | 1                  | 0                | 1                | 1: Muslija         |                                                                  |

## Spelersstatistieken

### Topscorers & Assists
Topscorer Robert Glatzel eindigde dit seizoen met 19 doelpunten op de tweede plaats van de topscorerslijst van de 2. Bundesliga. Hij werd hiermee voor de tweede keer op rij de clubtopscorer. Met 25 doelpunten in de 2. Bundesliga stond Tim Kleindienst van 1. FC Heidenheim op de eerste plaats. Steven Skrzybski van Holstein Kiel eindigde op de derde plaats met 15 doelpunten.
Jean-Luc Dompé was met 10 assist de speler die dit seizoen de meest succesvolle voorzetten gaf. Hij eindigde samen met Leart Paçarada (1. FC Köln) en Fabian Reese (Hertha BSC) op een gedeelde derde plaats. Karlsruher SC aanvaller Marvin Wanitzek stond samen met Jan-Niklas Beste van 1. FC Heidenheim met 12 assists op de eerste plaats.
In onderstaand overzicht zijn alle spelers van Hamburger SV weergegeven die gescoord en/of een assist hebben gegeven dit seizoen in zowel de competitie als de beker. De lijst is gerangschikt op het aantal doelpunten en assists samen.    
| #   | Naam                   | Totaal | Doelpunten    | Doelpunten | Doelpunten | Assists       | Assists   | Assists |
| #   | Naam                   | Totaal | 2. Bundesliga | DFB-Pokal  | Totaal     | 2. Bundesliga | DFB-Pokal | Totaal  |
| --- | ---------------------- | ------ | ------------- | ---------- | ---------- | ------------- | --------- | ------- |
| 1.  | Robert Glatzel         | 26     | 19            | 0          | 19         | 7             | 1         | 8       |
| 2.  | László Bénes           | 15     | 6             | 0          | 6          | 9             | 0         | 9       |
| 3.  | Ludovit Reis           | 14     | 9             | 0          | 9          | 5             | 0         | 5       |
| 4.  | Jean-Luc Dompé         | 14     | 3             | 0          | 3          | 11            | 0         | 11      |
| 5.  | Sonny Kittel           | 13     | 6             | 0          | 6          | 7             | 0         | 7       |
| 6.  | Ransford Königsdörffer | 11     | 8             | 2          | 10         | 1             | 0         | 1       |
| 7.  | Miro Muheim            | 9      | 2             | 0          | 2          | 7             | 0         | 7       |
| 8.  | Moritz Heyer           | 8      | 3             | 0          | 3          | 5             | 0         | 5       |
| 9.  | Bakery Jatta           | 7      | 4             | 0          | 4          | 3             | 0         | 3       |
| 10. | Mario Vušković         | 3      | 2             | 0          | 2          | 1             | 0         | 1       |
| 11. | Sebastian Schonlau     | 2      | 0             | 1          | 1          | 1             | 0         | 1       |
| 12. | Noah Katterbach        | 2      | 0             | 0          | 0          | 2             | 0         | 2       |
| 13. | Jonas Meffert          | 2      | 0             | 0          | 0          | 2             | 0         | 2       |
| 14. | Filip Bilbija          | 1      | 1             | 0          | 1          | 0             | 0         | 0       |
| 15. | Jonas David            | 1      | 1             | 0          | 1          | 0             | 0         | 0       |
| 16. | Xavier Amaechi         | 1      | 0             | 0          | 0          | 1             | 0         | 1       |
| 17. | Javi Montero           | 1      | 0             | 0          | 0          | 1             | 0         | 1       |
| 18. | Maximilian Rohr        | 1      | 0             | 0          | 0          | 1             | 0         | 1       |
| 19. | Anssi Suhonen          | 1      | 0             | 0          | 0          | 1             | 0         | 1       |

| # | Reden                                           |
| - | ----------------------------------------------- |
|   | Speelde alleen eerste seizoenshelft bij de club |
|   | Speelde alleen tweede seizoenshelft bij de club |

In het overzicht zijn de eigen doelpunten van Julian Börner (Hannover 96), Aleksandr Zhirov (SV Sandhausen), Christoph Klarer (Fortuna Düsseldorf) en  Jakov Medić (FC St. Pauli) niet meegenomen. Mortiz Heyer scoorde in eigen doel in de met 2-3 gewonnen uitwedstrijd tegen Holstein Kiel.

### Gele en Rode Kaarten
Moritz Heyer en Miro Muheim kregen beide acht gele kaart in de competitie en kwamen daarmee op de 17e plaats in de overall ranglijst van de 2. Bundesliga terecht. Benedikt Gimber van Jahn Regensburg voerde het klassement met 13 gele kaarten aan. Op de gedeelde tweede plaats waren Marvin Mehlem (SV Darmstadt 98), Jannis Nikolaou (Eintracht Braunschweig) en Fabian Kunze (Hannover 96) met 12 gele prenten terug te vinden.
Hamburger SV kreeg dit seizoen vijf rode kaarten. Hiervan vielen er op 19 augustus twee directe rode kaarten in de thuiswedstrijd tegen SV Darmstadt. Scheidsrechter Robert Schröder stuurde die avond zowel Aaron Opoku als Ransford Königsdörffer van het veld. Op 14 oktober werd Sebastian Schonlau tijdens de stadsderby tegen aartsrivaal FC St. Pauli met een directe rode kaart van het veld gestuurd. Op 12 en 31 maart werd Javi Montero kort achterelkaar met 2x geel van het veld gestuurd. Dit overkwam Bakery Jatta op de 33e speeldag toen hij 2x geel kreeg in de thuiswedstrijd tegen Greuther Fürth.
In onderstaande overzicht staan alle gele en rode kaarten vermeld van zowel de competitie als beker. De lijst is gerangschikt op basis van het aantal ontvangen gele kaarten.         
| #   | Naam                     | Gele kaart    | Gele kaart | Gele kaart | Rode kaart    | Rode kaart | Rode kaart |
| #   | Naam                     | 2. Bundesliga | DFB-Pokal  | Totaal     | 2. Bundesliga | DFB-Pokal  | Totaal     |
| --- | ------------------------ | ------------- | ---------- | ---------- | ------------- | ---------- | ---------- |
| 1.  | Miro Muheim              | 8             | 2          | 10         | 0             | 0          | 0          |
| 2.  | Sebastian Schonlau *     | 7             | 1          | 8          | 1             | 0          | 1          |
| 3.  | Moritz Heyer             | 8             | 0          | 8          | 0             | 0          | 0          |
| 4.  | Jonas Meffert            | 6             | 1          | 7          | 0             | 0          | 0          |
| 5.  | Ludovit Reis             | 6             | 0          | 6          | 0             | 0          | 0          |
| 6.  | Bakery Jatta **          | 5             | 0          | 5          | 1             | 0          | 1          |
| 7.  | László Bénes             | 5             | 0          | 5          | 0             | 0          | 0          |
| 8.  | Sonny Kittel             | 5             | 0          | 5          | 0             | 0          | 0          |
| 9.  | Ransford Königsdörffer * | 4             | 0          | 4          | 1             | 0          | 0          |
| 10. | Robert Glatzel           | 4             | 0          | 4          | 0             | 0          | 0          |
| 11. | Jonas David              | 4             | 0          | 4          | 0             | 0          | 0          |
| 12. | Mario Vušković           | 3             | 0          | 3          | 0             | 0          | 0          |
| 13. | Javi Montero **          | 0             | 0          | 0          | 2             | 0          | 2          |
| 14. | Filip Bilbija            | 1             | 1          | 2          | 0             | 0          | 0          |
| 15. | Jean-Luc Dompé           | 2             | 0          | 2          | 0             | 0          | 0          |
| 16. | Daniel Heuer Fernandes   | 1             | 1          | 2          | 0             | 0          | 0          |
| 17. | Xavier Amaechi           | 1             | 0          | 1          | 0             | 0          | 0          |
| 18. | Ogechika Heil            | 1             | 0          | 1          | 0             | 0          | 0          |
| 19. | Noah Katterbach          | 1             | 0          | 1          | 0             | 0          | 0          |
| 20. | William Mikelbrencis     | 1             | 0          | 1          | 0             | 0          | 0          |
| 21. | Maximilian Rohr          | 1             | 0          | 1          | 0             | 0          | 0          |
| 22. | Anssi Suhonen            | 1             | 0          | 1          | 0             | 0          | 0          |
| 23. | Aaron Opoku *            | 0             | 0          | 0          | 1             | 0          | 1          |

* Speler kreeg direct rood/** Speler kreeg twee keer geel.
In dit overzicht zijn de kaarten uitgereikt aan de technische staf niet meegenomen. Hoofdcoach Tim Walter kreeg een gele kaart tijdens de thuiswedstrijd tegen SV Darmstadt en technisch directeur Jonas Boldt werd tijdens dit duel met rood naar de tribune gestuurd. Walter kreeg daarnaast nog een rode kaart in de uitwedstrijd tegen Karlsruher SC.

### Spelerstatistieken
De keepers Florian Kastenmeier (Fortuna Düsseldorf), Kevin Müller (SV Darmstadt 98), Ron-Robert Zieler (Hannover 96) en Markus Kolke (Hansa Rostock waren de enige spelers geen minuut hebben gemist. In 34 wedstrijden stonden ze 3.060 minuten op het veld. Op de vijfde plaats vinden we met Patrick Mainka (1. FC Heidenheim 1846) de eerste veldspeler. Robert Glatzel was bij Hamburger SV met 3.003 minuten de speler met de meeste speeltijd. Hij eindigde daarmee op de achtste plaats. Voorgaande cijfers hebben alleen betrekking op de competitie. Hierin zijn niet de gespeelde minuten in de DFB-Pokal en de play-off wedstrijden meegenomen.
In onderstaand overzicht staan alle spelers die dit seizoen in actie zijn gekomen voor Hamburger SV voor zowel de competitie als de beker. In de cijfers van de 2. Bundesliga zijn ook de wedstrijden in de play-off ronde tegen VfB Stuttgart meegenomen. 
| #   | Naam                   | Minuten       | Minuten   | Minuten | Wedstrijden | Wedstrijden | Wedstrijden |
| #   | Naam                   | 2. Bundesliga | DFB-Pokal | Totaal  | Basis       | Invaller    | Totaal      |
| --- | ---------------------- | ------------- | --------- | ------- | ----------- | ----------- | ----------- |
| 1.  | Daniel Heuer Fernandes | 3150'         | 210'      | 3360'   | 37          | 0           | 37          |
| 2.  | Robert Glatzel         | 3183'         | 120'      | 3303'   | 36          | 1           | 37          |
| 3.  | Miro Muheim            | 2966'         | 210'      | 3176'   | 36          | 1           | 37          |
| 4.  | Jonas Meffert          | 2963'         | 210'      | 3173'   | 35          | 2           | 37          |
| 5.  | Ludovit Reis           | 2999'         | 144'      | 3143'   | 36          | 0           | 36          |
| 6.  | Sebastian Schonlau     | 2809'         | 120'      | 2929'   | 33          | 0           | 33          |
| 7.  | Moritz Heyer           | 2679'         | 151'      | 3143'   | 31          | 0           | 31          |
| 8.  | Sonny Kittel           | 2238'         | 150'      | 2388'   | 27          | 8           | 35          |
| 9.  | Bakery Jatta           | 1989'         | 68'       | 2057'   | 24          | 2           | 26          |
| 10. | Jean-Luc Dompé         | 1755'         | 60'       | 1815'   | 24          | 2           | 26          |
| 11. | László Bénes           | 1792'         | 0'        | 1792'   | 20          | 14          | 34          |
| 12. | Jonas David            | 1688'         | 95'       | 1783'   | 20          | 7           | 27          |
| 13. | Ransford Königsdörffer | 1578'         | 149'      | 1727'   | 17          | 18          | 35          |
| 14. | Mario Vušković         | 1422'         | 210'      | 1632'   | 18          | 0           | 18          |
| 15. | Noah Katterbach        | 529'          | 0'        | 529'    | 5           | 6           | 11          |
| 16. | Anssi Suhonen          | 401'          | 90'       | 491'    | 3           | 15          | 18          |
| 17. | Maximilian Rohr        | 220'          | 50'       | 270'    | 3           | 3           | 6           |
| 18. | Javi Montero           | 257'          | 0'        | 257'    | 2           | 2           | 4           |
| 19. | William Mikelbrencis   | 201'          | 16'       | 257'    | 2           | 6           | 8           |
| 20. | Filip Bilbija          | 107'          | 61'       | 168'    | 1           | 14          | 15          |
| 21. | Xavier Amaechi         | 122'          | 22'       | 144'    | 0           | 8           | 8           |
| 22. | Tim Leibold            | 127'          | 0'        | 127'    | 2           | 2           | 4           |
| 23. | Elijah Krahn *         | 91'           | 16'       | 127'    | 1           | 4           | 5           |
| 24. | Matheo Raab            | 90'           | 0'        | 90'     | 1           | 0           | 1           |
| 25. | Ogechika Heil          | 18'           | 70'       | 88'     | 0           | 2           | 2           |
| 26. | Aaron Opoku            | 37'           | 43'       | 80'     | 0           | 4           | 4           |
| 27. | Valon Zumberi *        | 14'           | 0'        | 14'     | 0           | 2           | 2           |
| 28. | Tom Sanne **           | 10'           | 0'        | 10'     | 0           | 2           | 2           |
| 29. | Bent Andresen *        | 1'            | 0'        | 1'      | 0           | 1           | 1           |
| 30. | Omar Megeed **         | 1'            | 0'        | 1'      | 0           | 1           | 1           |

| # | Reden                                                     |
| - | --------------------------------------------------------- |
|   | Speler speelde alleen de eerste seizoenshelft bij de club |
|   | Speler speelde alleen de tweede seizoenshelft bij de club |

* Speler vanuit de selectie van Hamburger SV II / 

** Speler vanuit de selectie van Hamburger SV –19.

### Doelmannen
Kevin Müller van 1. FC Heidenheim 1846 was de keeper met de meeste clean sheets dit seizoen in de 2. Bundesliga. In 34 wedstrijden hield hij 15 keer zijn doel schoon. Op de tweede plaats stond Marcel Schuhen van SV Darmstadt 98 die twaalf wedstrijden geen doelpunt hoefde te incasseren. Nikola Vasilj van FC St. Pauli was nummer drie met 12 clean sheet. Daniel Heuer Fernandes hield tien keer de nul en kwam daarmee op de vijfde plaats terecht. Deze cijfers zijn alleen op basis van hun wedstrijden in de competitie. 
In onderstaande overzicht staan de statistieken van de twee doelmannen die dit seizoen het doel hebben verdedigd.
| #  | Naam                   | 2. Bundesliga | 2. Bundesliga    | 2. Bundesliga   | 2. Bundesliga              | DFB-Bokal   | DFB-Bokal        | DFB-Bokal       | DFB-Bokal                  |
| #  | Naam                   | Wedstrijden   | Doelpunten tegen | De nul gehouden | Strafschoppen niet in doel | Wedstrijden | Doelpunten tegen | De nul gehouden | Strafschoppen niet in doel |
| -- | ---------------------- | ------------- | ---------------- | --------------- | -------------------------- | ----------- | ---------------- | --------------- | -------------------------- |
| 1. | Daniel Heuer Fernandes | 35            | 50               | 10x             | 1/0                        | 2           | 5                | 0×              | 0/0                        |
| 2. | Matheo Raab            | 1             | 1                | 0x              | 0/0                        | 0           | 0                | 0×              | 0/0                        |

### Statistieken aller tijden
Dit seizoen maakten 12 spelers hun debuut voor Hamburger SV waardoor zij in de ranglijst allerlei tijden terecht kwamen. Het betrof László Bénes, Ransford Königsdörffer, Filip Bilbija, Noah Katterbach, William Mikelbrencis, Elijah Krahn, Javi Montero, Omar Megeed, Valon Zumberi, Tom Sanne, Matheo Raab en Bent Andresen. In deze ranglijst is Manfred Kaltz de speler die meeste wedstrijden voor Hamburger SV heeft gespeeld. In de periode van 1971-1989 en 1990-1991 kwam hij in totaal 742 keer in actie. Uwe Seeler is de overall clubtopscorer van Hamburger SV. Tussen 1953 en 1972 maakte hij 496 doelpunten. 
In onderstaand overzicht staan alle spelers uit de huidige selectie. Per speler wordt het aantal gespeelde wedstrijden en gemaakte doelpunten gedurende hun verblijf bij de Hamburger club.
| #   | Naam                   | Wedstrijden | Wedstrijden | Wedstrijden | Wedstrijden | Wedstrijden | Doelpunten | Doelpunten | Doelpunten | Doelpunten | Doelpunten |
| #   | Naam                   | Competitie  | Beker       | Play-offs   | Europa      | Totaal      | Competitie | Beker      | Play-offs  | Europa     | Totaal     |
| --- | ---------------------- | ----------- | ----------- | ----------- | ----------- | ----------- | ---------- | ---------- | ---------- | ---------- | ---------- |
| 1.  | Bakery Jatta           | 156         | 12          | 4           | 0           | 172         | 20         | 1          | 0          | 0          | 21         |
| 2.  | Sonny Kittel           | 126         | 10          | 4           | 0           | 140         | 38         | 2          | 0          | 0          | 40         |
| 3.  | Daniel Heuer Fernandes | 90          | 10          | 4           | 0           | 104         | 0          | 0          | 0          | 0          | 0          |
| 4.  | Moritz Heyer           | 91          | 7           | 4           | 0           | 102         | 11         | 0          | 0          | 0          | 11         |
| 5.  | Tim Leibold            | 78          | 5           | 0           | 0           | 83          | 5          | 0          | 0          | 0          | 5          |
| 6.  | Robert Glatzel         | 68          | 6           | 4           | 0           | 78          | 41         | 5          | 0          | 0          | 46         |
| 7.  | Ludovit Reis           | 65          | 7           | 4           | 0           | 76          | 14         | 0          | 1          | 0          | 15         |
| 8.  | Jonas Meffert          | 65          | 6           | 4           | 0           | 75          | 1          | 0          | 0          | 0          | 1          |
| 9.  | Miro Muheim            | 64          | 6           | 4           | 0           | 74          | 3          | 0          | 0          | 0          | 3          |
| 10. | Sebastian Schonlau     | 63          | 6           | 4           | 0           | 73          | 4          | 1          | 0          | 0          | 5          |
| 11. | Jonas David            | 53          | 1           | 0           | 0           | 54          | 1          | 1          | 0          | 0          | 2          |
| 11. | Mario Vušković         | 40          | 5           | 2           | 0           | 47          | 3          | 0          | 0          | 0          | 3          |
| 12. | Anssi Suhonen          | 34          | 3           | 1           | 0           | 38          | 2          | 0          | 0          | 0          | 2          |
| 13. | Ransford Königsdörffer | 31          | 2           | 2           | 0           | 35          | 8          | 2          | 0          | 0          | 10         |
| 14. | László Bénes           | 33          | 1           | 0           | 0           | 34          | 6          | 0          | 0          | 0          | 6          |
| 15. | Jean-Luc Dompé         | 27          | 1           | 2           | 0           | 30          | 3          | 0          | 0          | 0          | 3          |
| 16. | Maximilian Rohr        | 14          | 2           | 2           | 0           | 18          | 0          | 0          | 0          | 0          | 0          |
| 17. | Filip Bilbija          | 13          | 2           | 1           | 0           | 16          | 1          | 0          | 0          | 0          | 1          |
| 18. | Xavier Amaechi         | 10          | 3           | 0           | 0           | 13          | 0          | 0          | 0          | 0          | 0          |
| 19. | Noah Katterbach        | 11          | 0           | 0           | 0           | 11          | 0          | 0          | 0          | 0          | 0          |
| 20. | Ogechika Heil          | 7           | 1           | 0           | 0           | 8           | 0          | 0          | 0          | 0          | 0          |
| 21. | Elijah Krahn           | 6           | 1           | 1           | 0           | 8           | 0          | 0          | 0          | 0          | 0          |
| 22. | William Mikelbrencis   | 6           | 1           | 1           | 0           | 8           | 0          | 0          | 0          | 0          | 0          |
| 23. | Tom Mickel             | 5           | 1           | 0           | 0           | 6           | 0          | 0          | 0          | 0          | 0          |
| 24. | Javi Montero           | 4           | 1           | 0           | 0           | 5           | 0          | 0          | 0          | 0          | 0          |
| 25. | Aaron Opoku            | 4           | 1           | 0           | 0           | 5           | 0          | 0          | 0          | 0          | 0          |
| 26. | Omar Megeed            | 2           | 0           | 0           | 0           | 2           | 0          | 0          | 0          | 0          | 0          |
| 27. | Tom Sanne              | 2           | 0           | 0           | 0           | 2           | 0          | 0          | 0          | 0          | 0          |
| 28. | Valon Zumberi          | 2           | 0           | 0           | 0           | 2           | 0          | 0          | 0          | 0          | 0          |
| 29. | Bent Andresen          | 1           | 0           | 0           | 0           | 1           | 0          | 0          | 0          | 0          | 0          |
| 30. | Matheo Raab            | 1           | 0           | 0           | 0           | 1           | 0          | 0          | 0          | 0          | 0          |

## Oefenwedstrijden
|                    |                               |                |                        |                                                                     |
| 29 juni 2022 17.30 | Hamburger SV                  | 2 - 2 (1 - 1)  | Hadjuk Split ()        | Stadion: Rudolf Gutmann Stadion, Fürstenfeld Scheidsrechter: Eisner |
| 29 juni 2022 17.30 | Glatzel 33' Königsdörffer 88' | Verslag, Video | 28' Livaja 68' Ćubelić | Stadion: Rudolf Gutmann Stadion, Fürstenfeld Scheidsrechter: Eisner |
| 29 juni 2022 17.30 |                               |                |                        | Stadion: Rudolf Gutmann Stadion, Fürstenfeld Scheidsrechter: Eisner |
| 29 juni 2022 17.30 |                               |                |                        | Stadion: Rudolf Gutmann Stadion, Fürstenfeld Scheidsrechter: Eisner |
|                    |                               |                |                        |                                                                     |

Bijzonderheden:
- Tijdens deze wedstrijd maakten László Bénes, Filip Bilbija en Ransford Köningsdörffer hun officieuze debuut voor Hamburger SV waarbij laatstgenoemde zijn eerste doelpunt maakte.
- Vanwege transferperikelen rondom een eventuele overgang naar VfB Stuttgart werd Josha Vagnoman buiten de selectie gelaten;

|                   |                                                        |                |                                    |                                                            |
| 1 juli 2022 17.30 | Hamburger SV                                           | 4 - 3 (2 - 3)  | Aris Saloniki ()                   | Stadion: Kräuterdorfstadion, Söchau Scheidsrechter: Eigler |
| 1 juli 2022 17.30 | Glatzel 8' Peersman (e.d.) 22' Meißner 58' Amaechi 59' | Verslag, Video | 4' Iturbe 11' Mancini 38' Peersman | Stadion: Kräuterdorfstadion, Söchau Scheidsrechter: Eigler |
| 1 juli 2022 17.30 |                                                        |                |                                    | Stadion: Kräuterdorfstadion, Söchau Scheidsrechter: Eigler |
| 1 juli 2022 17.30 |                                                        |                |                                    | Stadion: Kräuterdorfstadion, Söchau Scheidsrechter: Eigler |
|                   |                                                        |                |                                    |                                                            |

Bijzonderheden:
- Tijdens deze wedstrijd maakte doelman Matheo Raab zijn officieuze debuut voor Hamburger SV. Derde doelman Tom Mickel speelde na de rust.

|                   |                   |                |                                                              |                                                       |
| 9 juli 2022 15.30 | FC Basel ()       | 1 - 5 (1 - 3)  | Hamburger SV                                                 | Stadion: St. Jakob-Park, Bazel Scheidsrechter: Turkes |
| 9 juli 2022 15.30 | Amdouni (pen) 11' | Verslag, Video | 15' Bénes (pen) 19' Reis 31' Glatzel 66' Amaechi 89' Bilbija | Stadion: St. Jakob-Park, Bazel Scheidsrechter: Turkes |
| 9 juli 2022 15.30 |                   |                |                                                              | Stadion: St. Jakob-Park, Bazel Scheidsrechter: Turkes |
| 9 juli 2022 15.30 |                   |                |                                                              | Stadion: St. Jakob-Park, Bazel Scheidsrechter: Turkes |
|                   |                   |                |                                                              |                                                       |

Bijzonderheden:
- Filip Bilbija en László Bénes maakten hun eerste officieuze doelpunt in het shirt van Hamburger SV.

|                         |                       |                |                       |                                                       |
| 22 september 2022 13.30 | Hamburger SV          | 2 - 2 (0 - 0)  | FC Nordsjælland ()    | Stadion: St. Jakob-Park, Bazel Scheidsrechter: Turkes |
| 22 september 2022 13.30 | Sanne 82' Suhonen 89' | Verslag, Video | 58' Hansen 72' Nygren | Stadion: St. Jakob-Park, Bazel Scheidsrechter: Turkes |
| 22 september 2022 13.30 |                       |                |                       | Stadion: St. Jakob-Park, Bazel Scheidsrechter: Turkes |
| 22 september 2022 13.30 |                       |                |                       | Stadion: St. Jakob-Park, Bazel Scheidsrechter: Turkes |
|                         |                       |                |                       |                                                       |

Bijzonderheden:
- De wedstrijd werd gespeeld tijdens een interlandbreak;
- Jeugdspeler Tom Sanne maakte zijn officieuze debuut in het eerste elftal. Hij luisterde dit op met het maken van zijn eerste doelpunt in het shirt van Hamburger SV.

|                        |                     |                |                   |                                                                                           |
| 15 november 2022 20.00 | Orange County SC () | 0 - 1 (0 - 1)  | Hamburger SV      | Stadion: Championship Soccer Stadium, Irvine Toeschouwers: 4.168 Scheidsrechter: Martinez |
| 15 november 2022 20.00 |                     | Verslag, Video | 41' Königsdörffer | Stadion: Championship Soccer Stadium, Irvine Toeschouwers: 4.168 Scheidsrechter: Martinez |
| 15 november 2022 20.00 |                     |                |                   | Stadion: Championship Soccer Stadium, Irvine Toeschouwers: 4.168 Scheidsrechter: Martinez |
| 15 november 2022 20.00 |                     |                |                   | Stadion: Championship Soccer Stadium, Irvine Toeschouwers: 4.168 Scheidsrechter: Martinez |
|                        |                     |                |                   |                                                                                           |

|                        |                          |                |                                                                                 |                                                                |
| 18 november 2022 20.00 | Ventura County Fusion () | 0 - 7 (0 - 2)  | Hamburger SV                                                                    | Stadion: Ventura College Sportsplex, Ventura Toeschouwers: 800 |
| 18 november 2022 20.00 |                          | Verslag, Video | 16' Bilbija 19' Amaechi 58' Glatzel 64' Glatzel 72' Sanne 83' Glatzel 87' Dompé | Stadion: Ventura College Sportsplex, Ventura Toeschouwers: 800 |
| 18 november 2022 20.00 |                          |                |                                                                                 | Stadion: Ventura College Sportsplex, Ventura Toeschouwers: 800 |
| 18 november 2022 20.00 |                          |                |                                                                                 | Stadion: Ventura College Sportsplex, Ventura Toeschouwers: 800 |
|                        |                          |                |                                                                                 |                                                                |

|                      |                                                          |                |              |                                                                               |
| 7 januari 2023 15.30 | 1. FC Köln ()                                            | 4 - 0 (0 - 0)  | Hamburger SV | Stadion: Franz-Kremer-Stadion, Köln Toeschouwers: 5.700 Scheidsrechter: Fuchs |
| 7 januari 2023 15.30 | Huseinbašić 48' Huseinbašić 50' Diehl 88' Schindler 120' | Verslag, Video |              | Stadion: Franz-Kremer-Stadion, Köln Toeschouwers: 5.700 Scheidsrechter: Fuchs |
| 7 januari 2023 15.30 |                                                          |                |              | Stadion: Franz-Kremer-Stadion, Köln Toeschouwers: 5.700 Scheidsrechter: Fuchs |
| 7 januari 2023 15.30 |                                                          |                |              | Stadion: Franz-Kremer-Stadion, Köln Toeschouwers: 5.700 Scheidsrechter: Fuchs |
|                      |                                                          |                |              |                                                                               |

Bijzonderheden:
- Wedstrijd duurde 120 minuten en bestond uit vier helften van 30 minuten.

|                       |                                                                              |                |                        |                                              |
| 13 januari 2023 12.30 | SC Freiburg ()                                                               | 6 - 2 (4 - 2)  | Hamburger SV           | Stadion: Santa Maria Polo Cancha, Sotogrande |
| 13 januari 2023 12.30 | Grifo (pen) 7' Gulde 10' Kyereh 11' Kyereh 13' Jeong 86' Petersen (pen) 107' | Verslag, Video | 4' Glatzel 32' Glatzel | Stadion: Santa Maria Polo Cancha, Sotogrande |
| 13 januari 2023 12.30 |                                                                              |                |                        | Stadion: Santa Maria Polo Cancha, Sotogrande |
| 13 januari 2023 12.30 |                                                                              |                |                        | Stadion: Santa Maria Polo Cancha, Sotogrande |
|                       |                                                                              |                |                        |                                              |

Bijzonderheden:
- Wedstrijd duurde in totaal 140 minuten en was verdeeld in 2 helften van 45 minuten + een extra helft van 50 minuten;
- In de 58e minuut miste Michael Gregoritsch voor Freiburg een strafschop.

|                       |                        |               |                        |                                                  |
| 18 januari 2023 15.00 | Vancouver Whitecaps () | 0 - 2 (0 - 1) | Hamburger SV           | Stadion: Estadio Municipal de Marbella, Marbella |
| 18 januari 2023 15.00 |                        | Verslag Video | 4' Glatzel 60' Glatzel | Stadion: Estadio Municipal de Marbella, Marbella |
| 18 januari 2023 15.00 |                        |               |                        | Stadion: Estadio Municipal de Marbella, Marbella |
| 18 januari 2023 15.00 |                        |               |                        | Stadion: Estadio Municipal de Marbella, Marbella |
|                       |                        |               |                        |                                                  |

Bijzonderheden:
- Winteraanwinsten Javi Montero en Noah Katterbach maakten hun officieuze debuut voor Hamburger SV.

## DFB-Bokal

### Ronde 1
|                        |                               |                    |                                                   |                                                                                         |
| za. 30 juli 2022 13.30 | SpVgg Bayreuth                | 1 - 3 (n.v.) 1 - 1 | Hamburger SV                                      | Stadion: Hans-Walter-Wild-Stadion, Bayreuth Toeschouwers: 14.700 Scheidsrechter: Bacher |
| za. 30 juli 2022 13.30 | Hemmerich 16' 64'+ 113' Groiß | Verslag Video      | 83' Königsdörffer 97' Schonlau 111' Königsdörffer | Stadion: Hans-Walter-Wild-Stadion, Bayreuth Toeschouwers: 14.700 Scheidsrechter: Bacher |
| za. 30 juli 2022 13.30 |                               |                    |                                                   | Stadion: Hans-Walter-Wild-Stadion, Bayreuth Toeschouwers: 14.700 Scheidsrechter: Bacher |
| za. 30 juli 2022 13.30 |                               |                    |                                                   | Stadion: Hans-Walter-Wild-Stadion, Bayreuth Toeschouwers: 14.700 Scheidsrechter: Bacher |
|                        |                               |                    |                                                   |                                                                                         |

Bijzonderheden:
- Voor de aftrap van de wedstrijd was er een minuut stilte vanwege het overlijden van Uwe Seeler
- Ransford Köningsdorffer maakte zijn eerste officiële doelpunten in het shirt van Hamburger SV

### Ronde 2
|                           |                                                  |               |              |                                                                              |
| di. 18 oktober 2022 18.00 | RB Leipzig                                       | 4 - 0 (2 - 0) | Hamburger SV | Stadion: Red Bull Arena, Leipzig Toeschouwers: 44.787 Scheidsrechter: Cortus |
| di. 18 oktober 2022 18.00 | Poulsen 33' Poulsen 36' Simakan 69' Henrichs 69' | Verslag Video |              | Stadion: Red Bull Arena, Leipzig Toeschouwers: 44.787 Scheidsrechter: Cortus |
| di. 18 oktober 2022 18.00 |                                                  |               |              | Stadion: Red Bull Arena, Leipzig Toeschouwers: 44.787 Scheidsrechter: Cortus |
| di. 18 oktober 2022 18.00 |                                                  |               |              | Stadion: Red Bull Arena, Leipzig Toeschouwers: 44.787 Scheidsrechter: Cortus |
|                           |                                                  |               |              |                                                                              |

Bijzonderheden:
- RB Leipzig had vorig seizoen de DFB-Pokal gewonnen;
- Topscorer Robert Glatzel ontbrak wegens een blessure.

## 2. Bundesliga

### Speelronde 1
|                        |                        |               |                         |                                                                                      |
| vr. 17 juli 2022 13.30 | Eintracht Braunschweig | 0 - 2 (0 - 0) | Hamburger SV            | Stadion: Eintracht-Stadion, Braunschweig Toeschouwers: 21.900 Scheidsrechter: Gerach |
| vr. 17 juli 2022 13.30 |                        | Verslag       | 67' Glatzel 76' Glatzel | Stadion: Eintracht-Stadion, Braunschweig Toeschouwers: 21.900 Scheidsrechter: Gerach |
| vr. 17 juli 2022 13.30 |                        |               |                         | Stadion: Eintracht-Stadion, Braunschweig Toeschouwers: 21.900 Scheidsrechter: Gerach |
| vr. 17 juli 2022 13.30 |                        |               |                         | Stadion: Eintracht-Stadion, Braunschweig Toeschouwers: 21.900 Scheidsrechter: Gerach |
|                        |                        |               |                         |                                                                                      |

Bijzonderheden:
- Tijdens deze wedstrijd maakten Filip Bilbija, Ransford Königsdörffer  en László Bénes hun officiële debuut voor Hamburger SV.

### Speelronde 2
|                        |              |               |                  |                                                                                |
| vr. 24 juli 2022 13.30 | Hamburger SV | 0 - 1 (0 - 0) | Hansa Rostock    | Stadion: Volksparkstadion, Hamburg Toeschouwers: 54.500 Scheidsrechter: Kampka |
| vr. 24 juli 2022 13.30 |              | Verslag       | 90+4' Schumacher | Stadion: Volksparkstadion, Hamburg Toeschouwers: 54.500 Scheidsrechter: Kampka |
| vr. 24 juli 2022 13.30 |              |               |                  | Stadion: Volksparkstadion, Hamburg Toeschouwers: 54.500 Scheidsrechter: Kampka |
| vr. 24 juli 2022 13.30 |              |               |                  | Stadion: Volksparkstadion, Hamburg Toeschouwers: 54.500 Scheidsrechter: Kampka |
|                        |              |               |                  |                                                                                |

Bijzonderheden:
- De wedstrijd stond in het teken van het overlijden van Uwe Seeler, die drie dagen ervoor op 85-jarige leeftijd was overleden.

### Speelronde 3
|                           |              |               |                  |                                                                                  |
| za. 6 augustus 2022 13.00 | Hamburger SV | 1 - 0 (1 - 0) | 1. FC Heidenheim | Stadion: Volksparkstadion, Hamburg Toeschouwers: 43.094 Scheidsrechter: Hartmann |
| za. 6 augustus 2022 13.00 | Glatzel 42'  | Verslag       |                  | Stadion: Volksparkstadion, Hamburg Toeschouwers: 43.094 Scheidsrechter: Hartmann |
| za. 6 augustus 2022 13.00 |              |               |                  | Stadion: Volksparkstadion, Hamburg Toeschouwers: 43.094 Scheidsrechter: Hartmann |
| za. 6 augustus 2022 13.00 |              |               |                  | Stadion: Volksparkstadion, Hamburg Toeschouwers: 43.094 Scheidsrechter: Hartmann |
|                           |              |               |                  |                                                                                  |

### Speelronde 4
|                            |                   |               |                             |                                                                            |
| za. 13 augustus 2022 13.00 | Arminia Bielefeld | 0 - 2 (0 - 1) | Hamburger SV                | Stadion: SchücoArena, Bielefeld Toeschouwers: 26.875 Scheidsrechter: Fritz |
| za. 13 augustus 2022 13.00 |                   | Verslag Video | 28' Königsdörffer 74' Bénes | Stadion: SchücoArena, Bielefeld Toeschouwers: 26.875 Scheidsrechter: Fritz |
| za. 13 augustus 2022 13.00 |                   |               |                             | Stadion: SchücoArena, Bielefeld Toeschouwers: 26.875 Scheidsrechter: Fritz |
| za. 13 augustus 2022 13.00 |                   |               |                             | Stadion: SchücoArena, Bielefeld Toeschouwers: 26.875 Scheidsrechter: Fritz |
|                            |                   |               |                             |                                                                            |

Bijzonderheden
- Jeugdspeler Omar Megeed maakte met 16 jaar en 359 dagen tijdens deze wedstrijd zijn officiële debuut. Hij werd hiermee de jongste debutant in de geschiedenis van de club.
- László Bénes maakte zijn eerste officiële doelpunt in het shirt van Hamburger SV.

### Speelronde 5
|                            |                                               |               |                                       |                                                                                  |
| vr. 19 augustus 2022 18.30 | Hamburger SV                                  | 1 - 2 (0 - 2) | SV Darmstadt 98                       | Stadion: Volksparkstadion, Hamburg Toeschouwers: 43.943 Scheidsrechter: Schröder |
| vr. 19 augustus 2022 18.30 | Königsdörffer 87' 64' Opoku 89' Königsdörffer | Verslag Video | 4' Pfeiffer 7' Tietz 30'+ 58' Gjasula | Stadion: Volksparkstadion, Hamburg Toeschouwers: 43.943 Scheidsrechter: Schröder |
| vr. 19 augustus 2022 18.30 |                                               |               |                                       | Stadion: Volksparkstadion, Hamburg Toeschouwers: 43.943 Scheidsrechter: Schröder |
| vr. 19 augustus 2022 18.30 |                                               |               |                                       | Stadion: Volksparkstadion, Hamburg Toeschouwers: 43.943 Scheidsrechter: Schröder |
|                            |                                               |               |                                       |                                                                                  |

Bijzonderheden:
- Tijdens deze wedstrijd maakte Jean-Luc Dompé zijn officiële debuut voor Hamburger SV;
- Bakery Jatta maakte zijn comeback naar een in de voorbereiding opgelopen blessure;
- Naast de rode kaarten voor Opoku en Köningsdorfer kreeg technisch directeur Jonas Boldt twee keer geel en moest hij daardoor naar de tribune. Trainer Tim Walter kreeg eveneens geel;
- Aan de zijde van Darmstadt kreeg Klaus Gjasula twee keer geel. De Albaniër speelde het seizoen 2020/21 bij Hamburger SV.

### Speelronde 6
|                            |                |               |                            |                                                                                    |
| za. 27 augustus 2022 20.30 | 1. FC Nürnberg | 0 - 2 (0 - 1) | Hamburger SV               | Stadion: Max-Morlock-Stadion, Nürnberg Toeschouwers: 35.713 Scheidsrechter: Zwayer |
| za. 27 augustus 2022 20.30 |                | Verslag Video | 37' Vušković 90+2' Glatzel | Stadion: Max-Morlock-Stadion, Nürnberg Toeschouwers: 35.713 Scheidsrechter: Zwayer |
| za. 27 augustus 2022 20.30 |                |               |                            | Stadion: Max-Morlock-Stadion, Nürnberg Toeschouwers: 35.713 Scheidsrechter: Zwayer |
| za. 27 augustus 2022 20.30 |                |               |                            | Stadion: Max-Morlock-Stadion, Nürnberg Toeschouwers: 35.713 Scheidsrechter: Zwayer |
|                            |                |               |                            |                                                                                    |

Bijzonderheden:
- Ransford Königsdörffer was voor deze wedstrijd geschorst;
- Tim Leibold maakte zijn comeback na een in oktober 2022 opgelopen blessure;
- Wegens een schorsing vanwege hun rode kaart ontbraken Aaron Opoku en Ransford Königsdörffer

### Speelronde 7
|                            |              |               |               |                                                                                 |
| za. 3 september 2022 20.30 | Hamburger SV | 1 - 0 (1 - 0) | Karlsruher SC | Stadion: Volksparkstadion, Hamburg Toeschouwers: 45.623 Scheidsrechter: Reichel |
| za. 3 september 2022 20.30 | Reis 42'     | Verslag Video |               | Stadion: Volksparkstadion, Hamburg Toeschouwers: 45.623 Scheidsrechter: Reichel |
| za. 3 september 2022 20.30 |              |               |               | Stadion: Volksparkstadion, Hamburg Toeschouwers: 45.623 Scheidsrechter: Reichel |
| za. 3 september 2022 20.30 |              |               |               | Stadion: Volksparkstadion, Hamburg Toeschouwers: 45.623 Scheidsrechter: Reichel |
|                            |              |               |               |                                                                                 |

Bijzonderheden:
- Bij Karlsruher SC stond de voor dit seizoen van Hamburger SV gehuurd Stephan Ambrosius in de basis;
- Wegens een schorsing vanwege zijn rode kaart ontbrak Ransford Königsdörffer.

### Speelronde 8
|                            |                                  |               |                                |                                                                               |
| vr. 9 september 2022 18.30 | Holstein Kiel                    | 2 - 3 (0 - 1) | Hamburger SV                   | Stadion: Holstein-Stadion , Kiel Toeschouwers: 15.034 Scheidsrechter: Siebert |
| vr. 9 september 2022 18.30 | Heyer (e.d.) 90+2' Bartels 90+3' | Verslag Video | 39' Glatzel 69' Heyer 85' Reis | Stadion: Holstein-Stadion , Kiel Toeschouwers: 15.034 Scheidsrechter: Siebert |
| vr. 9 september 2022 18.30 |                                  |               |                                | Stadion: Holstein-Stadion , Kiel Toeschouwers: 15.034 Scheidsrechter: Siebert |
| vr. 9 september 2022 18.30 |                                  |               |                                | Stadion: Holstein-Stadion , Kiel Toeschouwers: 15.034 Scheidsrechter: Siebert |
|                            |                                  |               |                                |                                                                               |

### Speelronde 9
|                             |                         |               |                    |                                                                                   |
| za. 17 september 2022 20.30 | Hamburger SV            | 2 - 0 (1 - 0) | Fortuna Düsseldorf | Stadion: Volksparkstadion, Hamburg Toeschouwers: 49.616 Scheidsrechter: Jablonski |
| za. 17 september 2022 20.30 | Glatzel 21' Jatta 90+1' | Verslag Video |                    | Stadion: Volksparkstadion, Hamburg Toeschouwers: 49.616 Scheidsrechter: Jablonski |
| za. 17 september 2022 20.30 |                         |               |                    | Stadion: Volksparkstadion, Hamburg Toeschouwers: 49.616 Scheidsrechter: Jablonski |
| za. 17 september 2022 20.30 |                         |               |                    | Stadion: Volksparkstadion, Hamburg Toeschouwers: 49.616 Scheidsrechter: Jablonski |
|                             |                         |               |                    |                                                                                   |

Bijzonderheden:
- Tijdens deze wedstrijd maakte William Mikelbrencis zijn officiële debuut voor Hamburger SV.

### Speelronde 10
|                             |             |               |                                       |                                                                         |
| vr. 30 september 2020 18.30 | Hannover 96 | 1 - 2 (1 - 1) | Hamburger SV                          | Stadion: HDI-Arena, Hannover Toeschouwers: 49.000 Scheidsrechter: Brych |
| vr. 30 september 2020 18.30 | Muroya 4'   | Verslag Video | 15' Börner (e.d.) 90+2' Königsdörffer | Stadion: HDI-Arena, Hannover Toeschouwers: 49.000 Scheidsrechter: Brych |
| vr. 30 september 2020 18.30 |             |               |                                       | Stadion: HDI-Arena, Hannover Toeschouwers: 49.000 Scheidsrechter: Brych |
| vr. 30 september 2020 18.30 |             |               |                                       | Stadion: HDI-Arena, Hannover Toeschouwers: 49.000 Scheidsrechter: Brych |
|                             |             |               |                                       |                                                                         |

Bijzonderheden:
- Jean-Luc Dompé ontbrak wegens een blessure.

### Speelronde 11
|                          |              |               |                      |                                                                                  |
| za. 8 oktober 2022 20.30 | Hamburger SV | 1 - 1 (1 - 0) | 1. FC Kaiserslautern | Stadion: Volksparkstadion, Hamburg Toeschouwers: 57.000 Scheidsrechter: Hartmann |
| za. 8 oktober 2022 20.30 | Glatzel 24'  | Verslag Video | 82' Lobinger         | Stadion: Volksparkstadion, Hamburg Toeschouwers: 57.000 Scheidsrechter: Hartmann |
| za. 8 oktober 2022 20.30 |              |               |                      | Stadion: Volksparkstadion, Hamburg Toeschouwers: 57.000 Scheidsrechter: Hartmann |
| za. 8 oktober 2022 20.30 |              |               |                      | Stadion: Volksparkstadion, Hamburg Toeschouwers: 57.000 Scheidsrechter: Hartmann |
|                          |              |               |                      |                                                                                  |

Bijzonderheden:
- Tijdens deze wedstrijd maakte Matheo Raab zijn officiële debuut. Hij verving eerste doelman Daniel Heuer Fernandes die geveld was door een maag-darm virus. Raab kwam voor het seizoen over van tegenstander 1. FC Kaiserslautern;
- Aaron Opoku begon het seizoen bij Hamburger SV en maakte na zijn rode kaart tegen SV Darmstadt 98 de overstap naar Kaiserslautern. Daar zat hij zijn schorsing van vijf wedstrijden uit en was deze wedstrijd voor het eerst weer beschikbaar. Hij kwam als invaller in het veld;
- In de 81e minuut mistte Sonny Kittel een strafschop;
- Scheidsrechter Robert Hartmann hield de kaarten op zak deze wedstrijd.

### Speelronde 12
|                           |                               |               |              |                                                                                   |
| vr. 14 oktober 2022 18.30 | FC St. Pauli                  | 3 - 0 (0 - 0) | Hamburger SV | Stadion: Millerntor-Stadion, Hamburg Toeschouwers: 56.800 Scheidsrechter: Aytekin |
| vr. 14 oktober 2022 18.30 | Smith 61' Hartel 74' Otto 74' | Verslag Video | 28' Schonlau | Stadion: Millerntor-Stadion, Hamburg Toeschouwers: 56.800 Scheidsrechter: Aytekin |
| vr. 14 oktober 2022 18.30 |                               |               |              | Stadion: Millerntor-Stadion, Hamburg Toeschouwers: 56.800 Scheidsrechter: Aytekin |
| vr. 14 oktober 2022 18.30 |                               |               |              | Stadion: Millerntor-Stadion, Hamburg Toeschouwers: 56.800 Scheidsrechter: Aytekin |
|                           |                               |               |              |                                                                                   |

### Speelronde 13
|                           |                               |               |                                        |                                                                                |
| zo. 23 oktober 2022 13.30 | Hamburger SV                  | 2 - 3 (0 - 1) | 1.FC Magdeburg                         | Stadion: Volksparkstadion, Hamburg Toeschouwers: 55.304 Scheidsrechter: Osmers |
| zo. 23 oktober 2022 13.30 | Königsdörffer 58' Sanne 90+3' | Verslag Video | 11' El Hankouri 51' Atik 51' Rieckmann | Stadion: Volksparkstadion, Hamburg Toeschouwers: 55.304 Scheidsrechter: Osmers |
| zo. 23 oktober 2022 13.30 |                               |               |                                        | Stadion: Volksparkstadion, Hamburg Toeschouwers: 55.304 Scheidsrechter: Osmers |
| zo. 23 oktober 2022 13.30 |                               |               |                                        | Stadion: Volksparkstadion, Hamburg Toeschouwers: 55.304 Scheidsrechter: Osmers |
|                           |                               |               |                                        |                                                                                |

Bijzonderheden:
- Moritz Heyer en Bakery Jatta waren beide geblesseerd.
- Aanvoerder Sebastian Schonlau was vanwege een rode kaart geschorst. Hierdoor droeg Jonas Meffert voor de eerste keer sinds zijn komst de aanvoerdersband;
- Tijdens deze wedstrijd maakte jeugdspeler Tom Sanne zijn officiële debuut in het eerste. Hij luisterde zijn optreden op door eveneens zijn eerste doelpunt in shirt van Hamburger SV te maken;
- Bij 1. FC Magdeburg zat voormalig Hamburger-SV coach Christian Titz op de bank. Hij was van 2015 tot en met 2018 in diverse functies werkzaam bij de Noord-Duitse club.

### Speelronde 14
|                           |                          |               |                         |                                                                                       |
| zo. 30 oktober 2022 13.30 | SC Paderborn 07          | 2 - 3 (1 - 2) | Hamburger SV            | Stadion: Home Deluxe Arena, Paderborn Toeschouwers: 15.000 Scheidsrechter: Badstübner |
| zo. 30 oktober 2022 13.30 | Leipertz 3' Leipertz 51' | Verslag Video | 23' Glatzel 45+1' Dompé | Stadion: Home Deluxe Arena, Paderborn Toeschouwers: 15.000 Scheidsrechter: Badstübner |
| zo. 30 oktober 2022 13.30 |                          |               |                         | Stadion: Home Deluxe Arena, Paderborn Toeschouwers: 15.000 Scheidsrechter: Badstübner |
| zo. 30 oktober 2022 13.30 |                          |               |                         | Stadion: Home Deluxe Arena, Paderborn Toeschouwers: 15.000 Scheidsrechter: Badstübner |
|                           |                          |               |                         |                                                                                       |

Bijzonderheden:
- Bij Paderborn stond de tijdens de zomer bij Hamburger SV vertrokken Maximilian Rohr in de basis.
- Aanvoerder Sebastian Schonlau was vanwege een rode kaart geschorst

### Speelronde 15
|                           |                                            |               |                 |                                                                                   |
| zo. 6 november 2022 13.30 | Hamburger SV                               | 3 - 1 (1 - 1) | Jahn Regensburg | Stadion: Volksparkstadion, Hamburg Toeschouwers: 51.314 Scheidsrechter: Stegemann |
| zo. 6 november 2022 13.30 | Vušković 12' Königsdörffer 79' Glatzel 90' | Verslag Video | 8' Caliskaner   | Stadion: Volksparkstadion, Hamburg Toeschouwers: 51.314 Scheidsrechter: Stegemann |
| zo. 6 november 2022 13.30 |                                            |               |                 | Stadion: Volksparkstadion, Hamburg Toeschouwers: 51.314 Scheidsrechter: Stegemann |
| zo. 6 november 2022 13.30 |                                            |               |                 | Stadion: Volksparkstadion, Hamburg Toeschouwers: 51.314 Scheidsrechter: Stegemann |
|                           |                                            |               |                 |                                                                                   |

Bijzonderheden:
- Tijdens deze wedstrijd maakte jeugdspeler Bent Andresen zijn officiële debuut in het eerste elftal;
- In de 49e minuut mistte Robert Glatzel een strafschop.

### Speelronde 16
|                           |                     |               |              |                                                                                  |
| wo. 9 november 2022 18.30 | Greuther Fürth      | 1 - 0 (1 - 0) | Hamburger SV | Stadion: Sportpark Ronhof, Fürth Toeschouwers: 13.266 Scheidsrechter: Jöllenbeck |
| wo. 9 november 2022 18.30 | Sieb 8' 64' Tillman | Verslag Video |              | Stadion: Sportpark Ronhof, Fürth Toeschouwers: 13.266 Scheidsrechter: Jöllenbeck |
| wo. 9 november 2022 18.30 |                     |               |              | Stadion: Sportpark Ronhof, Fürth Toeschouwers: 13.266 Scheidsrechter: Jöllenbeck |
| wo. 9 november 2022 18.30 |                     |               |              | Stadion: Sportpark Ronhof, Fürth Toeschouwers: 13.266 Scheidsrechter: Jöllenbeck |
|                           |                     |               |              |                                                                                  |

Bijzonderheden:
- Dit was de eerste overwinning in het bestaan van Greuther Fürth op Hamburger SV.

### Speelronde 17
|                            |                                                   |               |                         |                                                                                    |
| za. 12 november 2022 13.00 | Hamburger SV                                      | 4 - 2 (1 - 0) | SV Sandhausen           | Stadion: Volksparkstadion, Hamburg Toeschouwers: 55.246 Scheidsrechter: Willenborg |
| za. 12 november 2022 13.00 | Glatzel 27' Reis 56' Zhirov (e.d) 74' Glatzel 79' | Verslag Video | 49' Soukou 68' Kinsombi | Stadion: Volksparkstadion, Hamburg Toeschouwers: 55.246 Scheidsrechter: Willenborg |
| za. 12 november 2022 13.00 |                                                   |               |                         | Stadion: Volksparkstadion, Hamburg Toeschouwers: 55.246 Scheidsrechter: Willenborg |
| za. 12 november 2022 13.00 |                                                   |               |                         | Stadion: Volksparkstadion, Hamburg Toeschouwers: 55.246 Scheidsrechter: Willenborg |
|                            |                                                   |               |                         |                                                                                    |

Bijzonderheden:
- Robert Glatzel scoorde zijn 11e en 12e doelpunt van het seizoen deze wedstrijd.

### Speelronde 18
|                           |                                             |               |                        |                                                                                  |
| zo. 29 januari 2023 13.30 | Hamburger SV                                | 4 - 2 (2 - 1) | Eintracht Braunschweig | Stadion: Volksparkstadion, Hamburg Toeschouwers: 55.500 Scheidsrechter: Hartmann |
| zo. 29 januari 2023 13.30 | Glatzel 3' Heyer 17' Glatzel 49' Reis 90+2' | Verslag Video | 30' Kaufmann 81' Wiebe | Stadion: Volksparkstadion, Hamburg Toeschouwers: 55.500 Scheidsrechter: Hartmann |
| zo. 29 januari 2023 13.30 |                                             |               |                        | Stadion: Volksparkstadion, Hamburg Toeschouwers: 55.500 Scheidsrechter: Hartmann |
| zo. 29 januari 2023 13.30 |                                             |               |                        | Stadion: Volksparkstadion, Hamburg Toeschouwers: 55.500 Scheidsrechter: Hartmann |
|                           |                                             |               |                        |                                                                                  |

Bijzonderheden:
- Voormalig Hambuger-SV speler Manuel Wintzheimer stond bij Eintracht Braunschweig in de basis. Hij was er actief van 2019 tot vorig seizoen;
- Tijdens deze wedstrijd maakten de nieuwe aanwinsten Noah Katterbach en András Németh hun officiële debuut.

### Speelronde 19
|                           |                  |               |                     |                                                                           |
| za. 5 februari 2023 13.30 | Hansa Rostock    | 0 - 2 (0 - 1) | Hamburger SV        | Stadion: Ostseestadion, Rostock Toeschouwers: 26.500 Scheidsrechter: Welz |
| za. 5 februari 2023 13.30 | 28'+ 80' Roßbach | Verslag       | 40' Reis 81' Németh | Stadion: Ostseestadion, Rostock Toeschouwers: 26.500 Scheidsrechter: Welz |
| za. 5 februari 2023 13.30 |                  |               |                     | Stadion: Ostseestadion, Rostock Toeschouwers: 26.500 Scheidsrechter: Welz |
| za. 5 februari 2023 13.30 |                  |               |                     | Stadion: Ostseestadion, Rostock Toeschouwers: 26.500 Scheidsrechter: Welz |
|                           |                  |               |                     |                                                                           |

Bijzonderheden:
- András Németh scoorde zijn eerste officiële doelpunt in het shirt van Hamburger SV.

### Speelronde 20
|                            |                                         |               |                                  |                                                                               |
| za. 11 februari 2023 20.30 | 1. FC Heidenheim                        | 3 - 3 (3 - 0) | Hamburger SV                     | Stadion: Voith-Arena, Heidenheim Toeschouwers: 15.000 Scheidsrechter: Aytekin |
| za. 11 februari 2023 20.30 | Beste 27' Schöppner 30' Kleindienst 41' | Verslag Video | 72' Németh 79' Glatzel 88' Jatta | Stadion: Voith-Arena, Heidenheim Toeschouwers: 15.000 Scheidsrechter: Aytekin |
| za. 11 februari 2023 20.30 |                                         |               |                                  | Stadion: Voith-Arena, Heidenheim Toeschouwers: 15.000 Scheidsrechter: Aytekin |
| za. 11 februari 2023 20.30 |                                         |               |                                  | Stadion: Voith-Arena, Heidenheim Toeschouwers: 15.000 Scheidsrechter: Aytekin |
|                            |                                         |               |                                  |                                                                               |

Bijzonderheden:
- Tijdens deze wedstrijd maakte Javi Montero zijn officiële debuut voor Hamburger SV.

### Speelronde 21
|                            |                    |               |                   |                                                                                 |
| zo. 19 februari 2023 13.30 | Hamburger SV       | 2 - 1 (1 - 0) | Arminia Bielefeld | Stadion: Volksparkstadion, Hamburg Toeschouwers: 56.905 Scheidsrechter: Siebert |
| zo. 19 februari 2023 13.30 | Reis 26' Jatta 57' | Verslag Video | 72' Oczipka       | Stadion: Volksparkstadion, Hamburg Toeschouwers: 56.905 Scheidsrechter: Siebert |
| zo. 19 februari 2023 13.30 |                    |               |                   | Stadion: Volksparkstadion, Hamburg Toeschouwers: 56.905 Scheidsrechter: Siebert |
| zo. 19 februari 2023 13.30 |                    |               |                   | Stadion: Volksparkstadion, Hamburg Toeschouwers: 56.905 Scheidsrechter: Siebert |
|                            |                    |               |                   |                                                                                 |

### Speelronde 22
|                            |                 |               |                  |                                                                                           |
| za. 25 februari 2023 20.30 | SV Darmstadt 98 | 1 - 1 (0 - 1) | Hamburger SV     | Stadion: Stadion am Böllenfalltor, Darmstadt Toeschouwers: 16.800 Scheidsrechter: Dingert |
| za. 25 februari 2023 20.30 | Stojilkovic 81' | Verslag Video | 4' Königsdörffer | Stadion: Stadion am Böllenfalltor, Darmstadt Toeschouwers: 16.800 Scheidsrechter: Dingert |
| za. 25 februari 2023 20.30 |                 |               |                  | Stadion: Stadion am Böllenfalltor, Darmstadt Toeschouwers: 16.800 Scheidsrechter: Dingert |
| za. 25 februari 2023 20.30 |                 |               |                  | Stadion: Stadion am Böllenfalltor, Darmstadt Toeschouwers: 16.800 Scheidsrechter: Dingert |
|                            |                 |               |                  |                                                                                           |

Bijzonderheden:
- Bakery Jatta was te laat voor een bespreking waardoor trainer Tim Walter hem voor straf als reserve aan de wedstrijd liet beginnen;

### Speelronde 23
|                        |                                        |               |                |                                                                                 |
| za. 4 maart 2023 13.00 | Hamburger SV                           | 3 - 0 (1 - 0) | 1. FC Nürnberg | Stadion: Volksparkstadion, Hamburg Toeschouwers: 57.000 Scheidsrechter: Reichel |
| za. 4 maart 2023 13.00 | Dompé 19' Reis 52' Königsdörffer 90+5' | Verslag Video |                | Stadion: Volksparkstadion, Hamburg Toeschouwers: 57.000 Scheidsrechter: Reichel |
| za. 4 maart 2023 13.00 |                                        |               |                | Stadion: Volksparkstadion, Hamburg Toeschouwers: 57.000 Scheidsrechter: Reichel |
| za. 4 maart 2023 13.00 |                                        |               |                | Stadion: Volksparkstadion, Hamburg Toeschouwers: 57.000 Scheidsrechter: Reichel |
|                        |                                        |               |                |                                                                                 |

Bijzonderheden:
- Bij 1. FC Nürnberg zat voormalig Hamburger SV-coach Dieter Hecking op de bank. Hij was in het seizoen 2019/20 trainer bij de Hamburger club;
- Moritz Heyer was vanwege een vijfde gele kaart geschorst.

### Speelronde 24
|                         |                                                      |               |                                          |                                                                                    |
| zo. 12 maart 2023 13.30 | Karlsruher SC                                        | 4 - 2 (3 - 0) | Hamburger SV                             | Stadion: Wildparkstadion, Karlsruhe Toeschouwers: 23.532 Scheidsrechter: Stegemann |
| zo. 12 maart 2023 13.30 | Nebel 10' Jensen 17' Schleusener 32' Schleusener 32' | Verslag Video | 50' Glatzel 89' Glatzel 28'+ 80' Montero | Stadion: Wildparkstadion, Karlsruhe Toeschouwers: 23.532 Scheidsrechter: Stegemann |
| zo. 12 maart 2023 13.30 |                                                      |               |                                          | Stadion: Wildparkstadion, Karlsruhe Toeschouwers: 23.532 Scheidsrechter: Stegemann |
| zo. 12 maart 2023 13.30 |                                                      |               |                                          | Stadion: Wildparkstadion, Karlsruhe Toeschouwers: 23.532 Scheidsrechter: Stegemann |
|                         |                                                      |               |                                          |                                                                                    |

Bijzonderheden:
- Aanvoerder Sebastian Schonlau ontbrak wegens een enkelblessure;
- Robert Glatzel scoorde zijn 15e doelpunt van het seizoen;
- Trainer Tim Walter kreeg na afloop van de wedstrijd een rode kaart wegens protesteren.

### Speelronde 25
|                         |              |               |               |                                                                               |
| za. 18 maart 2023 13.00 | Hamburger SV | 0 - 0 (0 - 0) | Holstein Kiel | Stadion: Volksparkstadion, Hamburg Toeschouwers: 57.000 Scheidsrechter: Brand |
| za. 18 maart 2023 13.00 | Verslag      |               |               | Stadion: Volksparkstadion, Hamburg Toeschouwers: 57.000 Scheidsrechter: Brand |
| za. 18 maart 2023 13.00 |              |               |               | Stadion: Volksparkstadion, Hamburg Toeschouwers: 57.000 Scheidsrechter: Brand |
| za. 18 maart 2023 13.00 |              |               |               | Stadion: Volksparkstadion, Hamburg Toeschouwers: 57.000 Scheidsrechter: Brand |
|                         |              |               |               |                                                                               |

Bijzonderheden:
- Wegens een schorsing van Tim Walter zat Julian Hübner als trainer op de bank;
- Wegens een schorsing vanwege een rode kaart ontbrak Javi Montero;

### Speelronde 26
|                         |                        |               |                                            |                                                                                       |
| vr. 31 maart 2023 18.30 | Fortuna Düsseldorf     | 2 - 2 (2 - 1) | Hamburger SV                               | Stadion: Merkur Spiel-Arena, Düsseldorf Toeschouwers: 52.200 Scheidsrechter: Schröder |
| vr. 31 maart 2023 18.30 | Kownacki 21' Klaus 28' | Verslag Video | 5' Bénes 75' Klarer (e.d) 78'+ 88' Montero | Stadion: Merkur Spiel-Arena, Düsseldorf Toeschouwers: 52.200 Scheidsrechter: Schröder |
| vr. 31 maart 2023 18.30 |                        |               |                                            | Stadion: Merkur Spiel-Arena, Düsseldorf Toeschouwers: 52.200 Scheidsrechter: Schröder |
| vr. 31 maart 2023 18.30 |                        |               |                                            | Stadion: Merkur Spiel-Arena, Düsseldorf Toeschouwers: 52.200 Scheidsrechter: Schröder |
|                         |                        |               |                                            |                                                                                       |

Bijzonderheden:
- Aanvoerder Sebastian Schonlau ontbrak wegens een schorsing vanwege een vijfde gele kaart;
- Bij Fortuna Düsseldorf zat voormalig Hamburger SV-trainer Daniel Thioune op de bank waar hij in het seizoen 2020/21 hoofdcoach was;
- In de 5e minuut mistte László Bénes een strafschop waarna hij uit de rebound raak schoot

### Speelronde 27
|                        |                                                                             |               |             |                                                                                    |
| za. 8 april 2023 13.00 | Hamburger SV                                                                | 6 - 1 (2 - 0) | Hannover 96 | Stadion: Volksparkstadion, Hamburg Toeschouwers: 57.000 Scheidsrechter: Badstübner |
| za. 8 april 2023 13.00 | Kittel 33' Bénes 40' Bénes (pen) 61' Glatzel 65' Königsdörffer 76' Reis 87' | Verslag Video | 52' Köhn    | Stadion: Volksparkstadion, Hamburg Toeschouwers: 57.000 Scheidsrechter: Badstübner |
| za. 8 april 2023 13.00 |                                                                             |               |             | Stadion: Volksparkstadion, Hamburg Toeschouwers: 57.000 Scheidsrechter: Badstübner |
| za. 8 april 2023 13.00 |                                                                             |               |             | Stadion: Volksparkstadion, Hamburg Toeschouwers: 57.000 Scheidsrechter: Badstübner |
|                        |                                                                             |               |             |                                                                                    |

Bijzonderheden:
- Vanwege een schorsing voor zijn tweede rode kaart dit seizoen ontbrak Javi Montero.
- Miro Muheim moest toekijken vanwege een vijfde gele kaart.

### Speelronde 28
|                         |                      |               |              |                                                                                               |
| za. 15 april 2023 20.30 | 1. FC Kaiserslautern | 2 - 0 (0 - 0) | Hamburger SV | Stadion: Fritz-Walter-Stadion, Kaiserslautern Toeschouwers: 49.327 Scheidsrechter: Willenborg |
| za. 15 april 2023 20.30 | Boyd 71' Opoku 85'   | Verslag Video |              | Stadion: Fritz-Walter-Stadion, Kaiserslautern Toeschouwers: 49.327 Scheidsrechter: Willenborg |
| za. 15 april 2023 20.30 |                      |               |              | Stadion: Fritz-Walter-Stadion, Kaiserslautern Toeschouwers: 49.327 Scheidsrechter: Willenborg |
| za. 15 april 2023 20.30 |                      |               |              | Stadion: Fritz-Walter-Stadion, Kaiserslautern Toeschouwers: 49.327 Scheidsrechter: Willenborg |
|                         |                      |               |              |                                                                                               |

Bijzonderheden:
- Doelpuntenmaker Aaron Opoku speelde aan het begin van het seizoen nog bij Hamburger SV.

### Speelronde 29
|                         |                                                |               |                                  |                                                                                   |
| vr. 21 april 2023 18.30 | Hamburger SV                                   | 4 - 3 (1 - 1) | FC St. Pauli                     | Stadion: Volksparkstadion, Hamburg Toeschouwers: 56.400 Scheidsrechter: Jablonski |
| vr. 21 april 2023 18.30 | David 44' Jatta 48' Heyer 52' Medić (e.d.) 78' | Verslag Video | 36' Saliakas 71' Saad 79' Irvine | Stadion: Volksparkstadion, Hamburg Toeschouwers: 56.400 Scheidsrechter: Jablonski |
| vr. 21 april 2023 18.30 |                                                |               |                                  | Stadion: Volksparkstadion, Hamburg Toeschouwers: 56.400 Scheidsrechter: Jablonski |
| vr. 21 april 2023 18.30 |                                                |               |                                  | Stadion: Volksparkstadion, Hamburg Toeschouwers: 56.400 Scheidsrechter: Jablonski |
|                         |                                                |               |                                  |                                                                                   |

Bijzonderheden:
- Jonas David maakte zijn eerste doelpunt in het shirt van Hamburger SV.

### Speelronde 30
|                         |                               |               |                       |                                                                            |
| za. 29 april 2023 13.00 | 1. FC Magdeburg               | 3 - 2 (1 - 1) | Hamburger SV          | Stadion: MDCC-Arena, Magdeburg Toeschouwers: 27.050 Scheidsrechter: Osmers |
| za. 29 april 2023 13.00 | Kwarteng 32' Atik 74' Ito 86' | Verslag Video | 42' Kittel 90+4' Reis | Stadion: MDCC-Arena, Magdeburg Toeschouwers: 27.050 Scheidsrechter: Osmers |
| za. 29 april 2023 13.00 |                               |               |                       | Stadion: MDCC-Arena, Magdeburg Toeschouwers: 27.050 Scheidsrechter: Osmers |
| za. 29 april 2023 13.00 |                               |               |                       | Stadion: MDCC-Arena, Magdeburg Toeschouwers: 27.050 Scheidsrechter: Osmers |
|                         |                               |               |                       |                                                                            |

Bijzonderheden:
- Jonas Meffert ontbrak vanwege een schorsing voor zijn vijfde gele kaart;
- Doelpuntenmakers Moritz-Broni Kwarteng als Tatsuya Ito hebben beiden in het verleden bij Hamburger SV gespeeld. Dit was eveneens het geval bij Magdeburgs trainer Christian Titz.

### Speelronde 31
|                      |                        |               |                               |                                                                               |
| vr. 5 mei 2023 18.30 | Hamburger SV           | 2 - 2 (1 - 1) | SC Paderborn                  | Stadion: Volksparkstadion, Hamburg Toeschouwers: 57.000 Scheidsrechter: Braun |
| vr. 5 mei 2023 18.30 | Glatzel 39' Kittel 49' | Verslag       | 43' Justvan 43' Muslija (pen) | Stadion: Volksparkstadion, Hamburg Toeschouwers: 57.000 Scheidsrechter: Braun |
| vr. 5 mei 2023 18.30 |                        |               |                               | Stadion: Volksparkstadion, Hamburg Toeschouwers: 57.000 Scheidsrechter: Braun |
| vr. 5 mei 2023 18.30 |                        |               |                               | Stadion: Volksparkstadion, Hamburg Toeschouwers: 57.000 Scheidsrechter: Braun |
|                      |                        |               |                               |                                                                               |

Bijzonderheden:
- Bakery Jatta ontbrak vanwege een schorsing voor zijn vijfde gele kaart.

### Speelronde 32
|                       |                |               |                                                                 |                                                                                         |
| za. 14 mei 2023 13.30 | Jan Regensburg | 1 - 5 (0 - 4) | Hamburger SV                                                    | Stadion: Jahnstadion Regensburg, Regensburg Toeschouwers: 15.210 Scheidsrechter: Sather |
| za. 14 mei 2023 13.30 | Caliskaner 55' | Verslag       | 4' Glatzel 17' Kittel (pen) 29' Muheim 45+1' Kittel 81' Bilbija | Stadion: Jahnstadion Regensburg, Regensburg Toeschouwers: 15.210 Scheidsrechter: Sather |
| za. 14 mei 2023 13.30 |                |               |                                                                 | Stadion: Jahnstadion Regensburg, Regensburg Toeschouwers: 15.210 Scheidsrechter: Sather |
| za. 14 mei 2023 13.30 |                |               |                                                                 | Stadion: Jahnstadion Regensburg, Regensburg Toeschouwers: 15.210 Scheidsrechter: Sather |
|                       |                |               |                                                                 |                                                                                         |

Bijzonderheden:
- László Bénes ontbrak wegens een schorsing voor zijn vijfde gele kaart;
- Filip Bilbija maakte zijn eerste doelpunt in het shirt van Hamburger SV.

### Speelronde 33
|                       |                                           |               |                |                                                                                            |
| za. 20 mei 2023 20.30 | Hamburger SV                              | 2 - 1 (1 - 0) | Greuther Fürth | Stadion: Volksparkstadion, Hamburg Toeschouwers: 56.537 Scheidsrechter: Waschitzki-Günther |
| za. 20 mei 2023 20.30 | Muheim 27' Bénes (pen) 69' 86'+ 87' Jatta | Verslag Video | 84' Petkov     | Stadion: Volksparkstadion, Hamburg Toeschouwers: 56.537 Scheidsrechter: Waschitzki-Günther |
| za. 20 mei 2023 20.30 |                                           |               |                | Stadion: Volksparkstadion, Hamburg Toeschouwers: 56.537 Scheidsrechter: Waschitzki-Günther |
| za. 20 mei 2023 20.30 |                                           |               |                | Stadion: Volksparkstadion, Hamburg Toeschouwers: 56.537 Scheidsrechter: Waschitzki-Günther |
|                       |                                           |               |                |                                                                                            |

### Speelronde 34
|                       |               |               |              |                                                                                              |
| zo. 28 mei 2023 15.30 | SV Sandhausen | 0 - 1 (0 - 1) | Hamburger SV | Stadion: GP Stadion am Hardtwald, Sandhausen Toeschouwers: 12.320 Scheidsrechter: Badstübner |
| zo. 28 mei 2023 15.30 |               | Verslag       | 3' Dompé     | Stadion: GP Stadion am Hardtwald, Sandhausen Toeschouwers: 12.320 Scheidsrechter: Badstübner |
| zo. 28 mei 2023 15.30 |               |               |              | Stadion: GP Stadion am Hardtwald, Sandhausen Toeschouwers: 12.320 Scheidsrechter: Badstübner |
| zo. 28 mei 2023 15.30 |               |               |              | Stadion: GP Stadion am Hardtwald, Sandhausen Toeschouwers: 12.320 Scheidsrechter: Badstübner |
|                       |               |               |              |                                                                                              |

Bijzonderheden:
- Bakery Jatta ontbrak wegens een schorsing vanwege een rode kaart;
- De fans vierden na afloop dat de tweede plaats en daarmee directe promotie was bereikt omdat iedereen dacht dat 1. FC Heidenheim 1846 met 2-1 had verloren. In blessuretijd werd het uiteindelijk 2-3 voor de club van Frank Schmidt. Hamburger SV eindigde hierdoor op de derde plaats waardoor het play-off wedstrijden moest gaan spelen tegen de nummer 16 uit de Bundesliga, VfB Stuttgart.

## Promotie play-off wedstrijden

### Heenwedstrijd
|                       |                                         |               |              |                                                                        |
| do. 1 juni 2023 20.45 | VfB Stuttgart                           | 3 - 0 (1 - 0) | Hamburger SV | Stadion: MHPArena, Stuttgart Toeschouwers: 47.500 Scheidsrechter: Welz |
| do. 1 juni 2023 20.45 | Mavropanos 1' Vagnoman 51' Guirassy 54' | Verslag Video | 69' Suhonen  | Stadion: MHPArena, Stuttgart Toeschouwers: 47.500 Scheidsrechter: Welz |
| do. 1 juni 2023 20.45 |                                         |               |              | Stadion: MHPArena, Stuttgart Toeschouwers: 47.500 Scheidsrechter: Welz |
| do. 1 juni 2023 20.45 |                                         |               |              | Stadion: MHPArena, Stuttgart Toeschouwers: 47.500 Scheidsrechter: Welz |
|                       |                                         |               |              |                                                                        |

Bijzonderheden:
- In de 27e minuut stopte Daniel Heuer Fernandes een strafschop van Serhou Guirassy;
- Doelpuntenmaker Josha Vagnoman stond vorig jaar nog onder contract bij Hamburger SV;
- Anssi Suhonen stond pas negen minuten als invaller op het veld toen hij de rode kaart kreeg

### Terugwedstrijd
|                       |              |               |                                   |                                                                                 |
| ma. 5 juni 2023 20.45 | Hamburger SV | 1 - 3 (1 - 0) | VfB Stuttgart                     | Stadion: Volksparkstadion, Hamburg Toeschouwers: 55.500 Scheidsrechter: Dankert |
| ma. 5 juni 2023 20.45 | Kittel 6'    | Verslag Video | 48' Millot 64' Millot 90+6' Silas | Stadion: Volksparkstadion, Hamburg Toeschouwers: 55.500 Scheidsrechter: Dankert |
| ma. 5 juni 2023 20.45 |              |               |                                   | Stadion: Volksparkstadion, Hamburg Toeschouwers: 55.500 Scheidsrechter: Dankert |
| ma. 5 juni 2023 20.45 |              |               |                                   | Stadion: Volksparkstadion, Hamburg Toeschouwers: 55.500 Scheidsrechter: Dankert |
|                       |              |               |                                   |                                                                                 |

Bijzonderheden:
- Door het verlies over twee wedstrijden ging Hamburger SV haar zesde seizoen in de 2. Bundesliga in.